# Temmincks neushoornvogel
Temmincks neushoornvogel (Rhabdotorrhinus exarhatus, synoniem: Penelopides exarhatus) is een vertegenwoordiger van de familie van de neushoornvogels (Bucerotidae). De vogelsoort is endemisch op Sulawesi en omliggende eilanden. De vogel werd door Coenraad Jacob Temminck (oprichter en eerste directeur van het Rijksmuseum van Natuurlijke Historie) geldig beschreven en de Nederlandse naam is een eerbetoon aan hem.

## Beschrijving
Temmincks neushoornvogel is een betrekkelijk kleine soort neushoornvogel, 45 cm lang. De soort is overwegend zwart gekleurd. Het mannetje is geel gekleurd op de wangen en de keel en heeft een lichte snavel, het vrouwtje is donker en heeft vaak ook een donkerder snavel. De "hoorn" is niet zo opvallend, met horizontale inkepingen.

### Broedgedrag
Temmincks neushoornvogel leeft in groepen tot wel 20 individuen. Waarschijnlijk broedt per groep maar één paar. Het vrouwtje wordt ingemetseld in een holle boom en het mannetje en andere leden van de groep verzorgen het broedende vrouwtje en haar kroost.

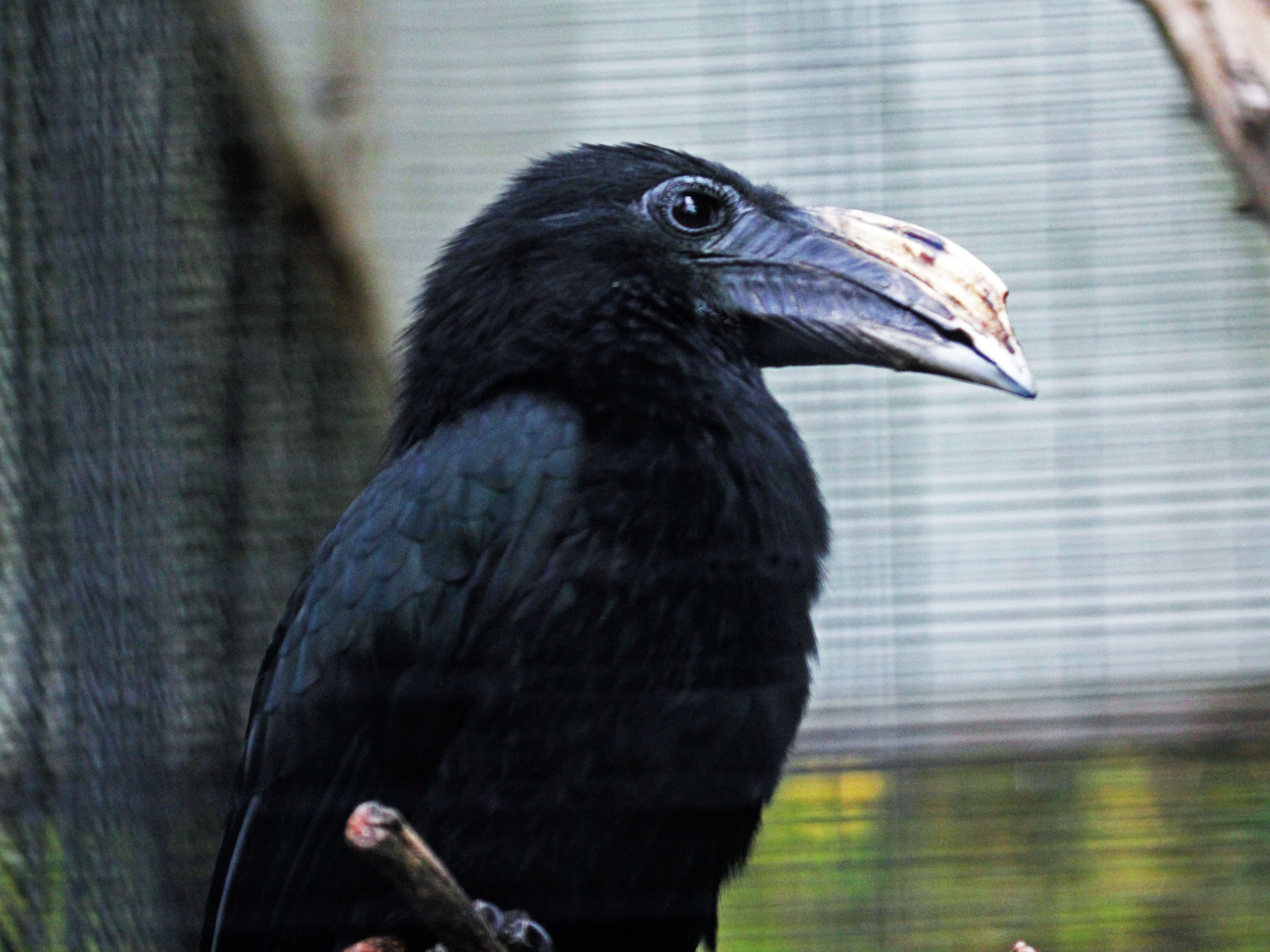
Vrouwtje
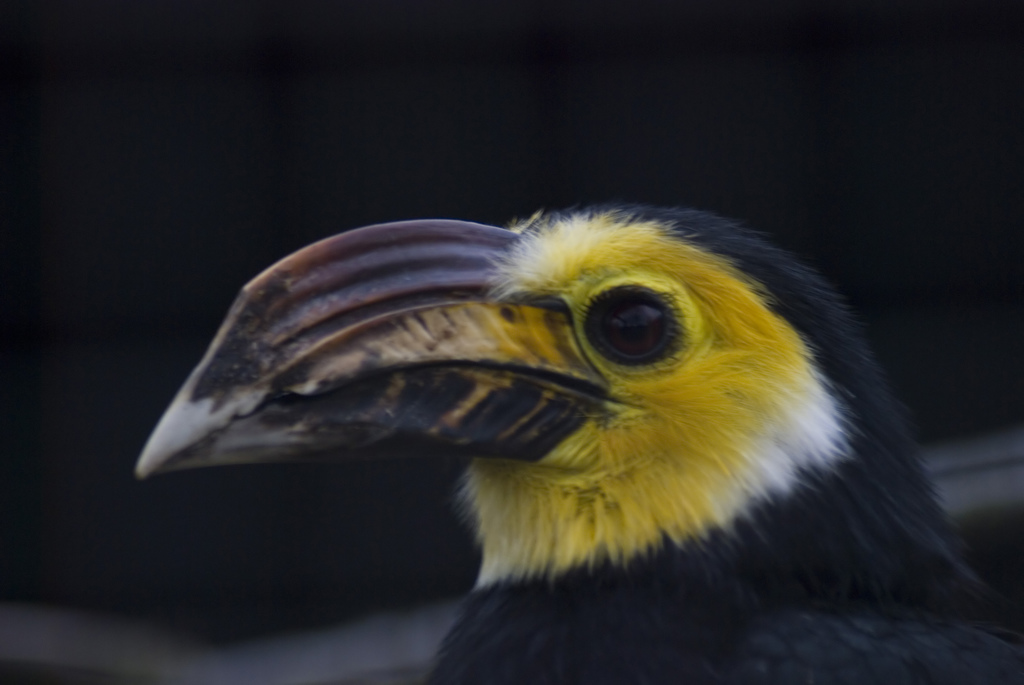
Mannetje

## Verspreiding en leefgebied
Er worden twee ondersoorten onderscheiden:
- R. e. exarhatus: noordelijk Sulawesi.
- R. e. sanfordi: midden, oosten en zuiden van Sulawesi en op de eilanden Buton en Muna.

Het leefgebied is tropisch loofbos en moerasbos in laagland en middengebergte tot op een hoogte van 1100 m boven de zeespiegel. De Temmincks neushoornvogel komt binnen dit leefgebied wijdverspreid voor.

## Status
De grootte van de totale populatie is niet gekwantificeerd. Men veronderstelt dat de soort in aantal achteruit gaat door grootschalige ontbossingen. Om deze redenen staat de Temmincks neushoornvogel sinds 2012 als kwetsbaar op de Rode Lijst van de IUCN.